# John McCrea
John McCrea (Belfast, 1966) è un fumettista britannico, conosciuto soprattutto per le sue collaborazioni con lo scrittore Garth Ennis.
I suoi primi lavori furono influenzati da John Byrne e Alan Davis. Nel 1988, dopo qualche anno passato a disegnare per la televisione e per il mondo dei giocattoli, illustrò sulla rivista Crisis il debutto di Ennis, la serie politica Troubled Souls: utilizzò uno stile realistico, usando colori acrilici e diverse tecniche, ma il suo sequel, la farsa For a Few Troubles More, lo vide tendere a uno stile più cartoonesco, un trend che continuò nella serie Carla Allison su Deadline.
Irruppe nel mondo del fumetto americano nel 1993, disegnando il ciclo di Ennis su The Demon della DC Comics, seguito dal suo spin-off, Hitman, dal 1996 al 2001, sul quale McCrea sviluppò uno stile di disegno versatile mescolando umorismo, azione e sottile caratterizzazione dei personaggi. Il numero 34 di Hitman vinse l'Eisner Award come "Miglior albo singolo" nel 1999.
Da quando Hitman è terminato ha disegnato per numerose serie DC, Marvel, Dark Horse, 2000 AD e altre.

## Opere principali
- Troubled Souls (1988)
- Judge Dredd
- Judge Death (in Judge Dredd Mega-Special n. 4, 1991 e ancora nel poster magazine della 2000AD/Placebo del 2005)
- Middenface McNulty (in Judge Dredd Megazine vol. 1 n. 15-20, 1991-1992)
- The Demon n. 40, 42-48, 50, 52-60
- Hitman (DC Comics, 1996-2001)
- Jenny Sparks (5 numeri, WildStorm, 2000)
- Dicks
- Superboy n. 92-100
- Spider-Man: Get Kraven (5 numeri, Marvel Comics)
- Eroegasmo (miniserie di 6 numeri, Dynamite Entertainment)